# Itsasu
Itsasu (en francès i oficialment Itxassou) és un municipi d'Iparralde al territori de Lapurdi, que pertany administrativament al departament dels Pirineus Atlàntics (regió de la Nova Aquitània).
Situada a 4 km de Kanbo i a la vora del riu Niva, Itsasu es troba en les vies d'accés immediat als cims de les muntanyes Artzamendi (926 m) i Mondarrain (750 m). Limita al nord amb Kanbo i Larresoro, a l'oest amb Ezpeleta i Ainhoa, i a l'est amb Luhuso i Bidarrai. Segons la tradició, una coça del cavall del cavaller Roland, net de Carlemany, va partir en dos una roca del congost formant un pas per al riu Niva, en un lloc anomenat el Pas de Roland. Alberga restes funeràries prehistòrics anomenades cromlechs) al cim de Mehatxe (716 m) sobre el mont Mondarrain. Al seu cim es troben les ruïnes d'un castell pertanyent al rei de Navarra ocupat fins al segle xv.

## Demografia
| 1896 | 1901 | 1962 | 1968 | 1975 | 1982 | 1990 | 1999 |
| ---- | ---- | ---- | ---- | ---- | ---- | ---- | ---- |
| 1440 | 1431 | 1134 | 1175 | 1218 | 1297 | 1563 | 1770 |
|      |      |      |      |      |      |      |      |

## Economia
Com altres comunas de la regió, Itxassou és un centre de producció de formatges d'ovella i de criatura de pottoka. Les seves cireres són famoses en les varietats xapata, beltza o peloa. La melmelada de cireres negres de Itxassou acompanya als plats preparats en base de formatge d'ovella que reben el nom de ardi gasna. Una fira anual de la cirera té lloc a principis del mes de juny.